# Fernando Burgos
Fernando Mario Burgos Gallardo (Osorno, Chile, 17 de enero de 1980) es un exfutbolista chileno. Jugaba de Arquero.

## Trayectoria
Se inició en las divisiones inferiores del club Universidad Católica, donde jugó algunos partidos del Torneo Nacional 2001 y en la Copa Mercosur 2001, como en la Fecha 6 del Grupo A contra Boca Juniors en La Bombonera. 
Un gran logro en su carrera fue formar parte del plantel de Real Potosí campeón del torneo de Apertura 2007 del fútbol boliviano.

## Clubes
| Club                 | País    | Año       |
| -------------------- | ------- | --------- |
| Universidad Católica | Chile   | 1999-2001 |
| Provincial Osorno    | Chile   | 2002-2003 |
| Magallanes           | Chile   | 2004-2006 |
| Real Potosí          | Bolivia | 2007      |
| Palestino            | Chile   | 2007      |
| Provincial Osorno    | Chile   | 2008      |
| Cobresal             | Chile   | 2010      |
| Deportes Copiapó     | Chile   | 2011      |
| Curicó Unido         | Chile   | 2012      |
| Deportes Copiapó     | Chile   | 2013-2016 |
| Colchagua            | Chile   | 2016-2017 |

## Palmarés

### Campeonatos nacionales
| Título          | Equipo      | País    | Año  |
| --------------- | ----------- | ------- | ---- |
| Torneo Apertura | Real Potosí | Bolivia | 2007 |